# Norges runinskrifter 543
N 543 är en vikingatida runsten av gnejs i Universitetets historiske museum, Bergen.

## Inskriften
Translitterering av runraden:
§A ... ...n : þino : ift atla : fus... 
§B ...- s(t)(i)ns : auk suis(t)u... ...
Normalisering till fornvästnordiska:
§A ... [stei]n þenna ept Atla, fós[tra] 
§B ... ...steins/Steins ok systu[r] ...
Översättning till nusvenska:
(N.N. reiste) denna sten efter Atle, (sin) fosterfar (eller fosterbror, fosterson).. -steins (eller Steins) och syster (eller systers)
Namnet Atla härstammar från Attila och finns på G 59 i nominativ form atli. Namnet Atle på U 761 atln är mycket osäkert p.g.a. det finns bara en avbildning av stenen i Atlantica.